# Phaeoceros hallii
Phaeoceros hallii är en bladmossart som först beskrevs av Coe Finch Austin, och fick sitt nu gällande namn av Johannes Max Proskauer. Phaeoceros hallii ingår i släktet Phaeoceros och familjen Notothyladaceae. Inga underarter finns listade i Catalogue of Life.